# Кончани (Молодечненський район)
Кончани (біл. вёска Канчаны) — село в складі Молодечненського району Мінської області, Білорусь. Село підпорядковане Красненській сільській раді, розташоване в західній частині області.

## Історія
З 1793 після другого розділу Речі Посполитої Кончани, як і вся Вілейщина, входила до складу Російської імперії, був утворений Вілейський повіт у складі спочатку Мінської губернії, а з 1843 - Віленської губернії.
У 1921–1945 роках маєток знаходилось у Польщі, у Вільнюськім воєводстві, Вілейського повіту, у гміні Красне.

## Населення
- 1866 рік — 128 людини, 19 будинків[1]
- 1921 рік — 269 людини, 45 будинків[2]
- 1931 рік — 492 людини, 90 будинків[3].